# Лус Васкес
Лус Кла́ра Ва́скес (ісп. Luz Clara Vazquez; нар. 2 вересня 1988, Вілья-Хесель, провінція Буенос-Айрес) — аргентинська борчиня вільного стилю, срібна та бронзова призерка Панамериканських чемпіонатів, дворазова бронзова призерка Панамериканських ігор, триразова чемпіонка Південної Америки, бронзова призерка Південноамериканських ігор.

## Біографія
Боротьбою почала займатися з 2005 року.
Дружина аргентинського борця вільного стилю колумбійського походження Вільсона Медіни, призера Панамериканських чемпіонатів, чемпіонату Південної Америки та Панамериканських ігор.

## Спортивні результати на міжнародних змаганнях

### Виступи на Чемпіонатах світу
| Змагання                        | Збірна    | Вагова категорія          | Місце |
| ------------------------------- | --------- | ------------------------- | ----- |
| Чемпіонат світу з боротьби 2011 | Аргентина | жіноча боротьба, до 63 кг | 14    |
| Чемпіонат світу з боротьби 2013 | Аргентина | жіноча боротьба, до 67 кг | 18    |
| Чемпіонат світу з боротьби 2019 | Аргентина | жіноча боротьба, до 68 кг | 20    |

### Виступи на Панамериканських чемпіонатах
| Змагання                                   | Збірна    | Вагова категорія          | Місце  |
| ------------------------------------------ | --------- | ------------------------- | ------ |
| Панамериканський чемпіонат з боротьби 2006 | Аргентина | жіноча боротьба, до 67 кг | 5      |
| Панамериканський чемпіонат з боротьби 2007 | Аргентина | жіноча боротьба, до 63 кг | 5      |
| Панамериканський чемпіонат з боротьби 2011 | Аргентина | жіноча боротьба, до 63 кг | 8      |
| Панамериканський чемпіонат з боротьби 2012 | Аргентина | жіноча боротьба, до 63 кг | 5      |
| Панамериканський чемпіонат з боротьби 2013 | Аргентина | жіноча боротьба, до 67 кг | 5      |
| Панамериканський чемпіонат з боротьби 2015 | Аргентина | жіноча боротьба, до 69 кг | Срібло |
| Панамериканський чемпіонат з боротьби 2020 | Аргентина | жіноча боротьба, до 68 кг | 5      |
| Панамериканський чемпіонат з боротьби 2021 | Аргентина | жіноча боротьба, до 68 кг | Бронза |

### Виступи на Панамериканських іграх
| Змагання                  | Збірна    | Вагова категорія          | Місце  |
| ------------------------- | --------- | ------------------------- | ------ |
| Панамериканські ігри 2007 | Аргентина | жіноча боротьба, до 63 кг | 8      |
| Панамериканські ігри 2011 | Аргентина | жіноча боротьба, до 63 кг | Бронза |
| Панамериканські ігри 2015 | Аргентина | жіноча боротьба, до 69 кг | Бронза |

### Виступи на чемпіонатах Південної Америки
| Змагання                                    | Збірна    | Вагова категорія          | Місце  |
| ------------------------------------------- | --------- | ------------------------- | ------ |
| Чемпіонат Південної Америки з боротьби 2011 | Аргентина | жіноча боротьба, до 67 кг | Золото |
| Чемпіонат Південної Америки з боротьби 2012 | Аргентина | жіноча боротьба, до 67 кг | Золото |
| Чемпіонат Південної Америки з боротьби 2013 | Аргентина | жіноча боротьба, до 67 кг | Золото |

### Виступи на Південноамериканських іграх
| Змагання                       | Збірна    | Вагова категорія          | Місце  |
| ------------------------------ | --------- | ------------------------- | ------ |
| Південноамериканські ігри 2014 | Аргентина | жіноча боротьба, до 63 кг | Бронза |

### Виступи на Кубках світу
| Змагання                    | Збірна    | Вагова категорія          | Місце |
| --------------------------- | --------- | ------------------------- | ----- |
| Кубок світу з боротьби 2020 | Аргентина | жіноча боротьба, до 72 кг | 5     |

### Виступи на інших змаганнях
| Змагання                                                               | Збірна    | Вагова категорія          | Місце  |
| ---------------------------------------------------------------------- | --------- | ------------------------- | ------ |
| Klippan Lady Open 2011                                                 | Аргентина | жіноча боротьба, до 63 кг | Бронза |
| Гран-прі Іспанії з боротьби 2011                                       | Аргентина | жіноча боротьба, до 63 кг | Золото |
| Олімпійський кваліфікаційний турнір з боротьби 2012 (Кіссіммі-Орландо) | Аргентина | жіноча боротьба, до 63 кг | Бронза |
| Олімпійський кваліфікаційний турнір з боротьби 2012 (Тайюань)          | Аргентина | жіноча боротьба, до 63 кг | 16     |
| Олімпійський кваліфікаційний турнір з боротьби 2012 (Гельсінкі)        | Аргентина | жіноча боротьба, до 63 кг | 9      |
| Cerro Pelado International 2013                                        | Аргентина | жіноча боротьба, до 67 кг | Бронза |
| Nordhagen Classics 2013                                                | Аргентина | жіноча боротьба, до 63 кг | Бронза |
| Міжнародний меморіал Дейва Шульца 2014                                 | Аргентина | жіноча боротьба, до 63 кг | 4      |
| Кубок Гранми з боротьби 2014                                           | Аргентина | жіноча боротьба, до 63 кг | Срібло |
| Міжнародний меморіал Дейва Шульца 2015                                 | Аргентина | жіноча боротьба, до 69 кг | Бронза |
| Klippan Lady Open 2015                                                 | Аргентина | жіноча боротьба, до 69 кг | Срібло |
| Турнір Олександра Медведя 2015                                         | Аргентина | жіноча боротьба, до 69 кг | 7      |
| Гран-прі Німеччини з боротьби 2015                                     | Аргентина | жіноча боротьба, до 69 кг | 5      |
| Турнір міста Сассарі 2015                                              | Аргентина | жіноча боротьба, до 69 кг | Золото |
| Турнір Маттео Пелліцоне 2020                                           | Аргентина | жіноча боротьба, до 68 кг | 13     |
| Олімпійський кваліфікаційний турнір з боротьби 2020 (Оттава)           | Аргентина | жіноча боротьба, до 68 кг | Бронза |
| Гран-прі Франції Анрі Деглана 2021                                     | Аргентина | жіноча боротьба, до 68 кг | Бронза |
| Турнір Дана Колова — Николи Петрова 2021                               | Аргентина | жіноча боротьба, до 68 кг | Бронза |
| Олімпійський кваліфікаційний турнір з боротьби 2020 (Софія)            | Аргентина | жіноча боротьба, до 68 кг | 10     |